# Birgit Mayer-Lewis
Birgit Mayer-Lewis (* 1971 in Memmingen) ist eine deutsche Pädagogin und Professorin für Heilpädagogik an der Evangelischen Hochschule Nürnberg.

## Leben und Wirken
Birgit Mayer-Lewis studierte von 1995 bis 1999 Heilpädagogik an der Hochschule Zittau/Görlitz. Es folgte ein Promotionsstudium an der Otto-Friedrich-Universität Bamberg und an der Julius-Maximilians-Universität Würzburg. 2011 promovierte sie an der Julius-Maximilians-Universität Würzburg mit einer Arbeit zu entwicklungspädagogischen Beobachtungen in der vorgeburtlichen Lebensphase.
Von 2006 bis 2020 war Birgit Mayer-Lewis als Wissenschaftliche Mitarbeiterin am Staatsinstitut für Familienforschung an der Universität Bamberg tätig. Dort leitete sie Forschungsprojekte zu den Themen Kinderwunsch, psychosoziale Beratung und Bildung im Lebenslauf. Darüber hinaus beteiligte sie sich am Diskurs zu ethischen Fragen der Reproduktionsmedizin. Als wissenschaftliche Beirätin am Bundesministerium für Familie, Senioren, Frauen und Jugend arbeitete sie im Themenkreis „Gewollte und ungewollte Kinderlosigkeit in Deutschland“ mit.
Von 2012 bis 2018 hatte Birgit Mayer-Lewis einen Lehrauftrag an der Technischen Hochschule Nürnberg Georg-Simon-Ohm im Fachbereich Sozialwissenschaften inne. Seit 2020 ist sie Professorin und Leiterin des Studiengangs Heilpädagogik an der Evangelischen Hochschule Nürnberg.
Aktuell leitet sie das Projekt „Kompetenzzentrum Kinderwunsch“ (KompKi). Es beschäftigt sich mit gesamtgesellschaftlicher Aufklärung und Gleichberechtigung zum Thema „(un-)erfüllter Kinderwunsch“ und „(In-)Fertilität“.

## Veröffentlichungen (Auswahl)
- Ein Mensch bildet sich … – entwicklungspädagogische Betrachtungen zur vorgeburtlichen Lebensphase. Kovač, Hamburg 2012, ISBN 978-3-8300-6122-9.
- Sara – ein bayerisches Modellprojekt zum Thema "Beratung im Kontext des unerfüllten Kinderwunsches". In: Forum Sexualaufklärung. Nr. 1, 2012, S. 38–41 (bzga.de).
- Regina Neumann: Beratung bei Kinderwunsch. Best-Practice-Leitfaden für die psychosoziale Beratung bei Kinderwunsch. In: ifb-Materialien. Nr. 1, 2014 (ssoar.info).
- Martina Rupp (Hrsg.): Der unerfüllte Kinderwunsch. interdisziplinäre Perspektiven. Budrich, Opladen 2015, ISBN 978-3-8474-0189-6.
- Familiengründung im Kontext reproduktionsmedizinischer Angebote. In: Journal für Psychologie. Band 24, Nr. 1, 2016, S. 91–124.
- Die Familiengründung mit Gametenspende. In: Pia Bergold (Hrsg.): Familien mit multipler Elternschaft – Entstehungszusammenhänge, Herausforderungen und Potenziale. Budrich, Opladen 2017, ISBN 978-3-8474-1121-5, S. 113–141 (ssoar.info).
- Petra Thorn, Tewes Wischmann: Psychosoziale Kinderwunschberatung aus Sicht reproduktionsmedizinischer Fachkräfte. In: Journal für Reproduktionsmedizin und Endokrinologie - Journal of Reproductive Medicine and Endocrinology. Nr. 3, 2020, S. 118–124 (kup.at).
- Familiengründung von Frauen außerhalb einer Partnerschaft. Was Solo-Mütter in Deutschland bewegt – eine qualitativ-empirische Untersuchung. In: Katharina Beier, Claudia Brügge, Thorn Petra, Claudia Wiesemann (Hrsg.): Assistierte Reproduktion mit Hilfe Dritter. Medizin – Ethik – Psychologie – Recht. Springer, Berlin 2020, S. 213–227, doi:10.1007/978-3-662-60298-0_14.